# Asura diluta
Asura diluta är en fjärilsart som beskrevs av Draeseke 1926. Asura diluta ingår i släktet Asura och familjen björnspinnare. Inga underarter finns listade i Catalogue of Life.